# Kälvene socken
Kälvene socken i Västergötland ingick i Vartofta härad, ingår sedan 1974 i Falköpings kommun och motsvarar från 2016 Kälvene distrikt.
Socknens areal är 6,67 kvadratkilometer varav 6,63 land. År 2000 fanns här 112 invånare.  Kyrkbyn Kälvene med sockenkyrkan Kälvene kyrka ligger i socknen.

## Administrativ historik
Socknen har medeltida ursprung. 
Vid kommunreformen 1862 övergick socknens ansvar för de kyrkliga frågorna till Kälvene församling och för de borgerliga frågorna bildades Kälvene landskommun. Landskommunen uppgick 1952 i Vartofta landskommun som 1974 uppgick i Falköpings kommun. Församlingen uppgick 2002 i Yllestads församling.
1 januari 2016 inrättades distriktet Kälvene, med samma omfattning som församlingen hade 1999/2000.  
Socknen har tillhört län, fögderier, tingslag och domsagor enligt vad som beskrivs i artikeln Vartofta härad. De indelta soldaterna tillhörde Skaraborgs regemente, Vartofta kompani.

## Geografi
Kälvene socken ligger sydost om Falköping. Socknen är en kuperad odlingsbygd på Falbygden.

## Fornlämningar
En boplats, lösfynd , en gånggrift och en hällkistor från stenåldern är funna. Från järnåldern finns gravhögar och stensättning.

## Namnet
Namnet skrevs 1397 Kelwene och kommer från kyrkbyn. Efterleden innehåller vin, 'betesmark; äng'. Förleden innehåller kalv.